# Türkiye (jornal)
Türkiye (turco para a Turquia) é um jornal turco.
O jornal foi fundado por Enver Ören em 1970 como Hakikat e foi renomeado para Türkiye em 1972. Atingiu 119.000 em circulação em 1985 e 300.000 em 1989. Contribuintes notáveis incluem Rahîm Er.
A empresa-mãe da Türkiye, İhlas Gazetecilik, foi lançada na Bolsa de Istambul em 2010 (33% das ações, sendo o restante propriedade da İhlas Holding).